# Merve
Merve és un mont a La Meca i s'utilitza com a nom de dona en turc. Algunes persones notables amb el nom Merve inclouen:
- Merve Adıyaman - jugadora d'handbol turca
- Merve Çelebi - jugadora de voleibol, vòlei de platja i de neu turcoxipriota
- Merve Çoban - karateka turca
- Merve Gülaç - jugadora de voleibol turca
- Merve Hazer - actriu turca
- Merve Terzioğlu - nedadora turca